# Сент-Антонен (виконтство)
Виконтство Сент-Антонен (фр. Vicomté de Saint-Antonin) — феодальное владение на юге Франции, располагавшееся на территории графства Альби.
Вероятно, правящая династия происходила из рода виконтов Лотрека.
Список виконтов Сент-Антонена:
- братья Исарн I и Фротар I, упоминаются в 1083 г.
- братья Изарн II и Пьер - упом. в 1155
- Изарн III, упом. в 1182 и 1197
- братья Фротар II (упом. 1182 и 1197) и Сикар (упом. 1182)
- Понс (происхождение не выяснено), упом. 1212
- братья Изарн IV и Бернар Юг (сыновья Фротара II) - упом. соответственно в 1246 и 1250 гг.

Последний виконт Сент-Антонена Бернар Юг в 1250 г. передал свои владения французскому королю Людовику IX в обмен на денежную компенсацию.